# Nova Ubiratã
Nova Ubiratã es un municipio brasileño del estado de Mato Grosso. Se localiza a una latitud 12º59'26" sur y a una longitud 55º15'17" oeste, estando a una altitud de 400 metros. Su población estimada en 2004 era de 7.108 habitantes.
Posee un área de 1277065 km².